# Cork Celtic FC
Cork Celtic Football Club byl irský fotbalový klub z města Cork. Existoval v letech 1959–1979 (navazoval na Evergreen United FC hrající irskou ligu v letech 1951–1959). Jednou vyhrál irskou ligu (1973–74), dvakrát hrál neúspěšně finále irského poháru, FAI Cupu (1964, 1969). Dvakrát se též zúčastnil evropských pohárů, v sezóně 1964–65 vypadl v 1. kole Poháru vítězů pohárů s bulharským týmem Slavia Sofia, v sezóně 1974–75 vyřadil v 1. kole Poháru mistrů evropských zemí kyperskou Omonii Nikósia, aby byl v kole druhém vyřazen Araratem Jerevan (tehdy SSSR). Za klub hráli známí fotbalisté George Best (odehrál ovšem jen tři ligová utkání) či německý reprezentant Uwe Seeler (ten odehrál utkání jediné).